# Félix Fernández (actor)
Félix Fernández García (Cangas de Onís (Asturias), 26 de septiembre de 1897 - Madrid, 4 de julio de 1966) fue un actor español.

## Biografía
Nació el 26 de septiembre de 1897 en Cangas de Onís, Asturias. Siendo hijo de Silverio Fernández Iglesias, de profesión industrial, natural de Cangas de Morrazo y de Micaela García García, natural de Las Salas. En 1916 debutó como actor teatral durante una gira por Argentina. Tras su vuelta a España, trabajó en las compañías de María Guerrero y Catalina Bárcena. En 1931, se trasladó a París, donde trabajó hasta 1934 como actor de doblaje en los estudios Joinville, actividad que siguió realizando en España. Tras la guerra civil española, comenzó una larga carrera en el cine, apareciendo en más de 200 películas. 
Magnífico en todos sus trabajos, a menudo interpretó papeles cómicos. Destacan sus papeles con el director Luis García Berlanga, como el timador vestido de romano en Esa pareja feliz (codirigida por Rafael Bardem), como el médico en Bienvenido Mr. Marshall y también como médico en Los jueves, milagro.
Contrajo matrimonio el 17 de junio de 1929, en la parroquia de San Miguel, en Vitoria con la actriz de doblaje Irene Guerrero de Luna, siendo su verdadero nombre Irene Texidor Mendo (Madrid 18 de mayo de 1911-Madrid 23 de marzo de 1996). 
Falleció en Valdetorres de Jarama, Madrid, de un ataque al corazón mientras rodaba la película, El tesoro de O'Hara Padre. Tras finalizar una de las escenas, y no reaparecer a la señal de "corten", el resto de actores acudió en su ayuda al verlo recostado en el suelo, pero no se pudo hacer nada por él. Murió el 4 de julio de 1966 aunque algunas fuentes citan erróneamente el 9 de julio como su fecha de fallecimiento.
Está enterrado en el Cementerio de la Almudena de Madrid.

## Filmografía parcial
- La blanca Paloma (1942)
- Se vende un palacio (1943)
- El clavo (1944)
- El destino se disculpa (1944)
- El rey de las finanzas (1944)
- Tierra sedienta (1945)
- Castañuela (1945)
- Mar abierto (1946)
- Senda ignorada (1946)
- El emigrado (1946)
- Dulcinea (1947)
- Serenata española (1947)
- La fe (1947)
- Luis Candelas, el ladrón de Madrid (1947)
- Las inquietudes de Shanti Andía (1947)
- Confidencia (1948)
- Revelación (1948)
- Don Quijote de la Mancha (1949)
- Sabela de Cambados (1949)
- Currito de la Cruz (1949)
- Teatro Apolo (1950)
- Pequeñeces (1950)
- Esa pareja feliz (1951)
- El negro que tenía el alma blanca (1951)
- La Señora de Fátima (1951)
- De Madrid al cielo (1952)
- La laguna negra (1952)
- Bienvenido, Mister Marshall (1952)
- Maldición gitana (1953)
- Cañas y barro  (1954)
- ¡Aquí hay petróleo! (1955)
- Esa voz es una mina (1955)
- Calabuch  (1956)
- Viaje de novios(1956)
- Los jueves, milagro (1957)
- El maestro (1957)
- El ruiseñor de las cumbres (1958)
- La violetera (1958)
- Tintín y las Naranjas Azules (1958)
- La casa de la Troya (1959)
- Bombas para la paz (1959)
- La quiniela (1960)
- Un ángel tuvo la culpa (1960)
- Nada menos que un arkángel (1960)
- Un rayo de luz (1960)
- Bello recuerdo (1961)
- Plácido (1961)
- Vampiresas 1930 (1962)
- Los que no fuimos a la guerra (1962)
- Los culpables (1962)
- Plaza de Oriente (1963)
- La verbena de la Paloma (1963)
- Los derechos de la mujer (1963)
- Alambradas de violencia (1966)
- Lola, espejo oscuro (1966)

## Premios
Medallas del Círculo de Escritores Cinematográficos
| Año  | Categoría              | Película          | Resultado |
| ---- | ---------------------- | ----------------- | --------- |
| 1952 | Mejor actor secundario | Labor de conjunto | Ganador   |